# Mirafra microptera
Mirafra microptera là một loài chim trong họ Alaudidae.